# Smolensk
Smolensk (în rusă Смоленск, în poloneză Smoleńsk) este un oraș din Regiunea Smolensk, Federația Rusă și are o populație de 325.137 locuitori.
Orașul a fost membru al alianței politice, militare și economice al Ligii Hanseatice originare (1267 - 1862).

## Istoric
Rusia Kieveană 882–1054

Cnezatul de Smolensk 1054–1387

 Marele Ducat al Lituaniei 1387–1514

 Cnezatul Moscovei 1514–1547

 Țaratul Rusiei 1547–1618

 Uniunea statală polono-lituaniană 1618–1667

 Țaratul Rusiei 1667–1721

 Imperiul Rus 1721–1917

 RSFS Rusă 1919–1922

 Uniunea Sovietică 1922–1941

 Imperiul German (ocupația) 1941–1943

 Uniunea Sovietică 1943–1991

 Federația Rusă 1991–prezent 

## Galerie de imagini

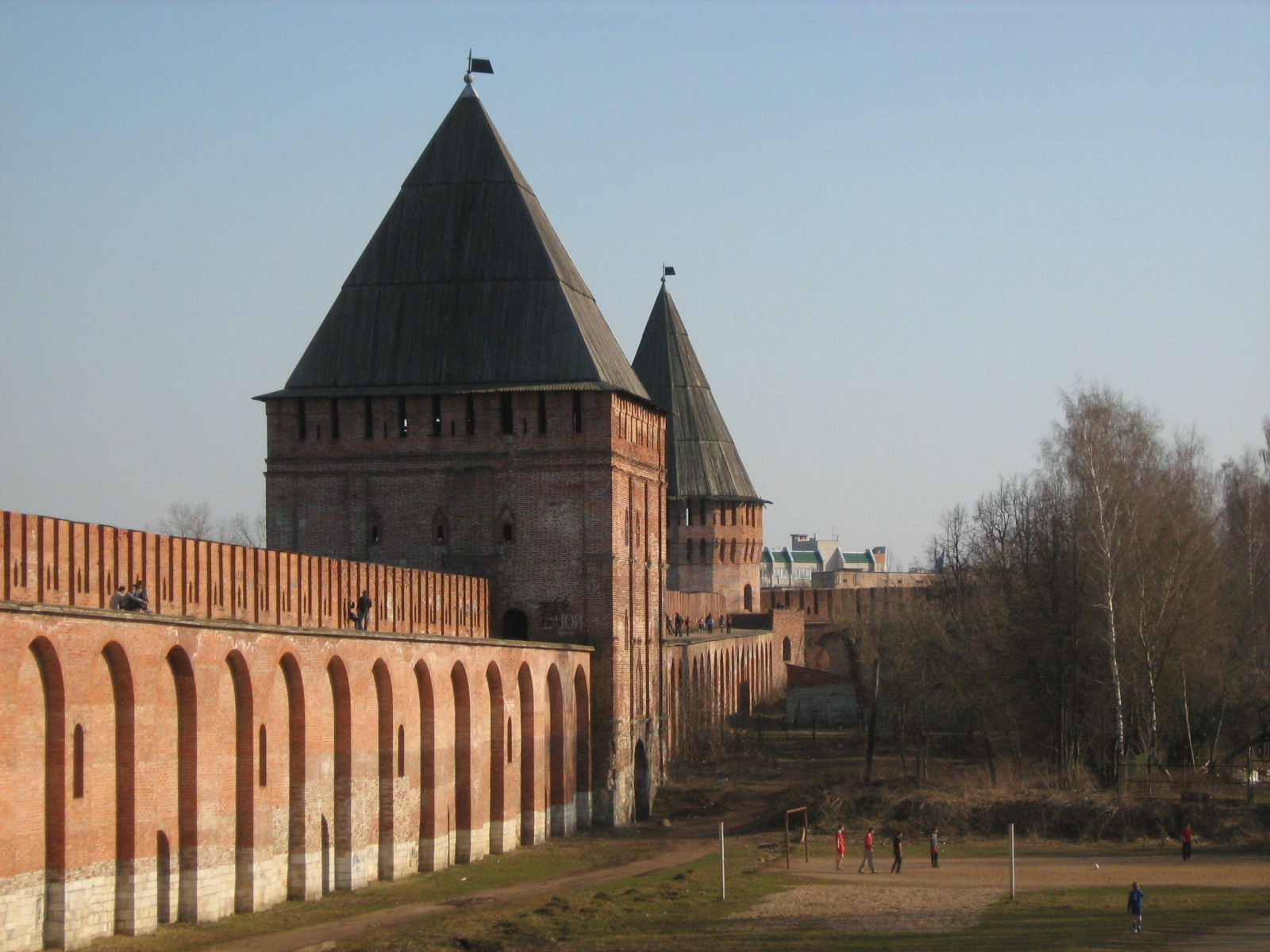
Kremlin
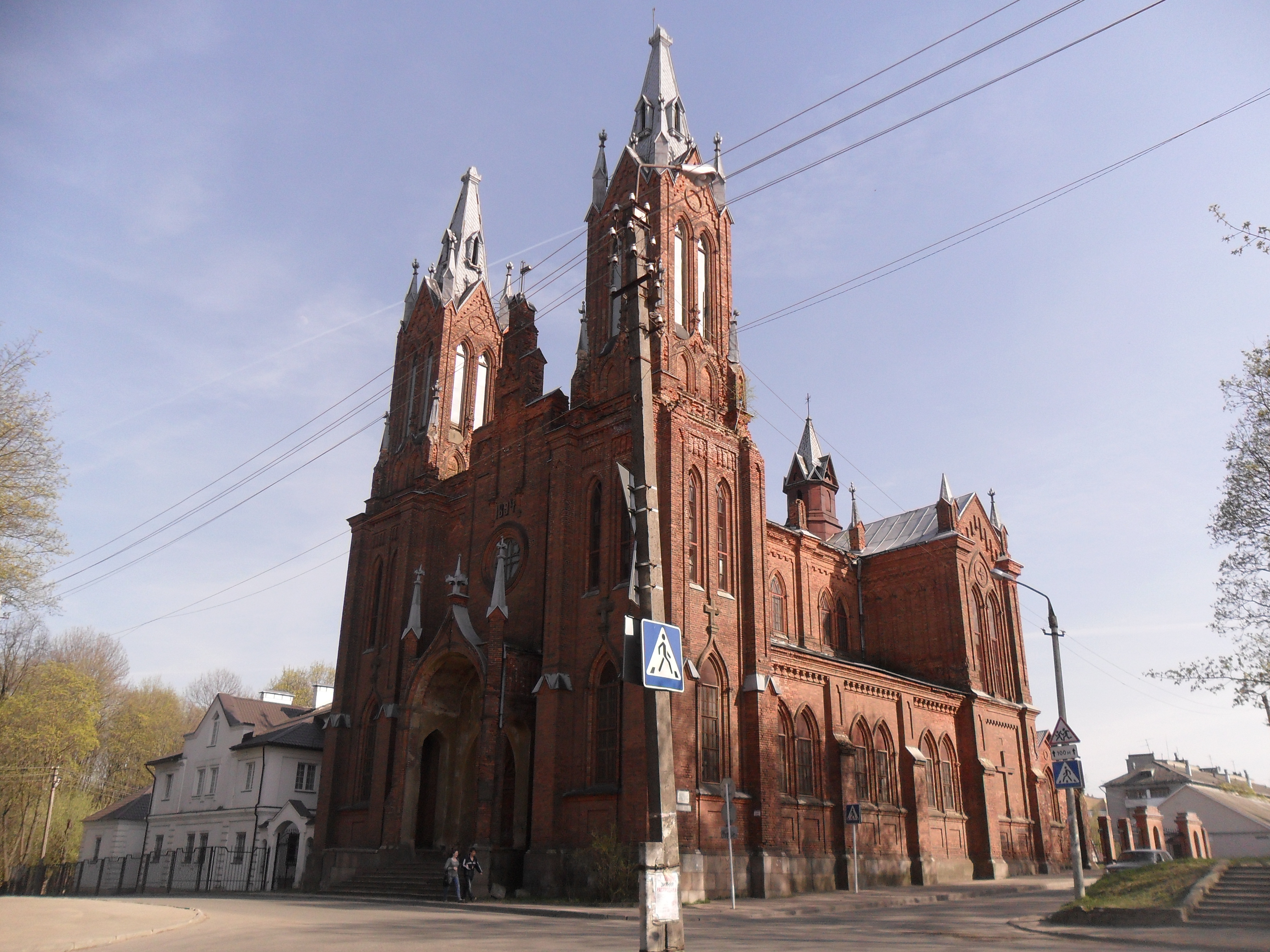
Biserica Romano-Catolică
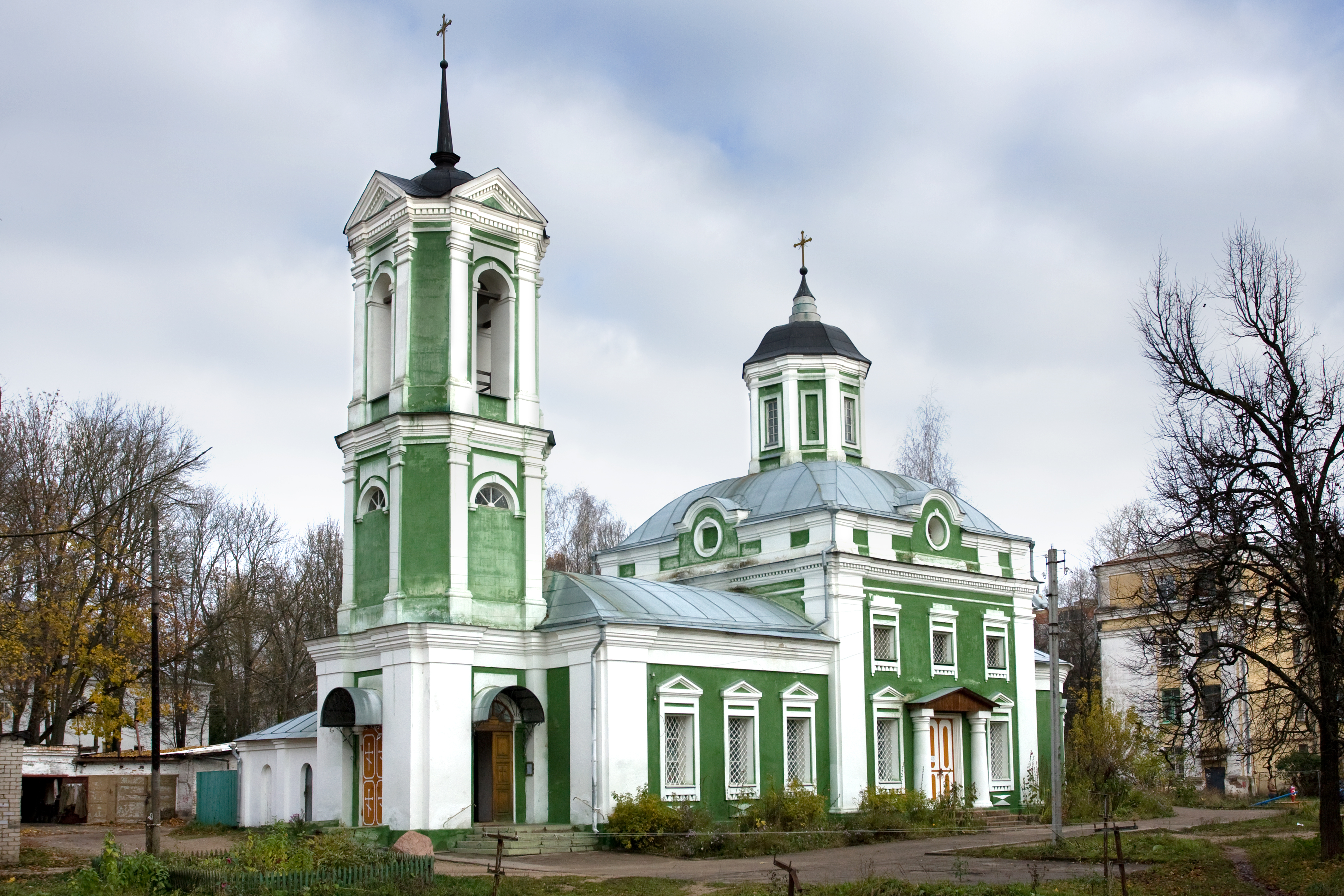
Biserica Ortodoxă
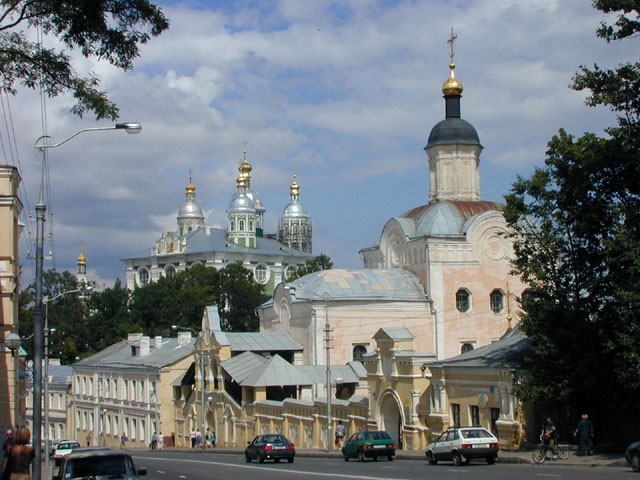
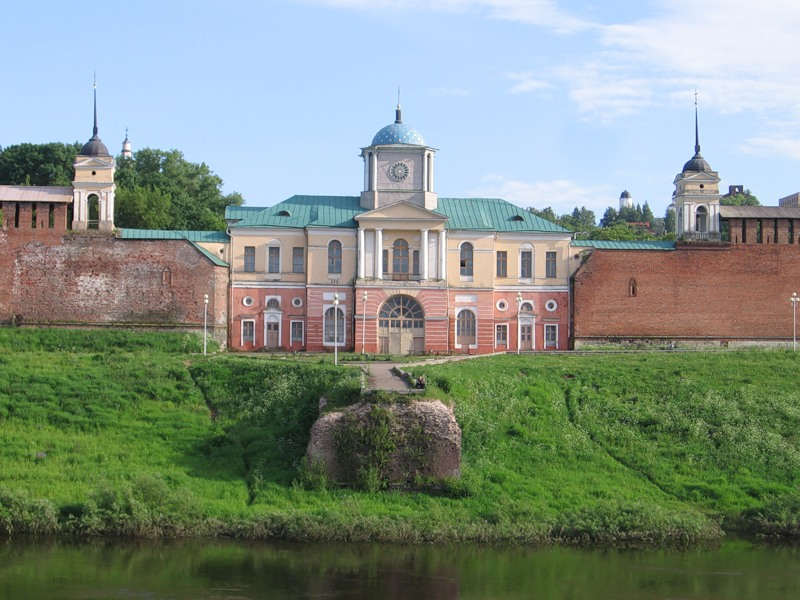
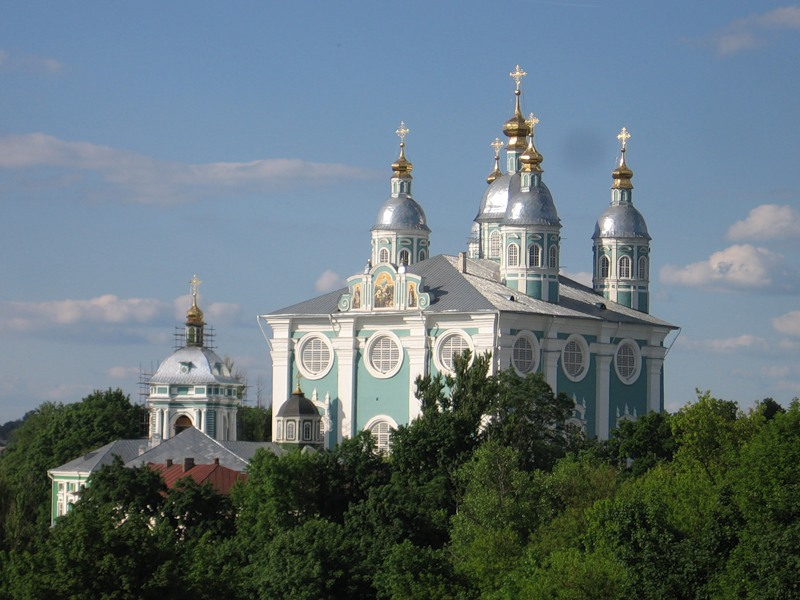
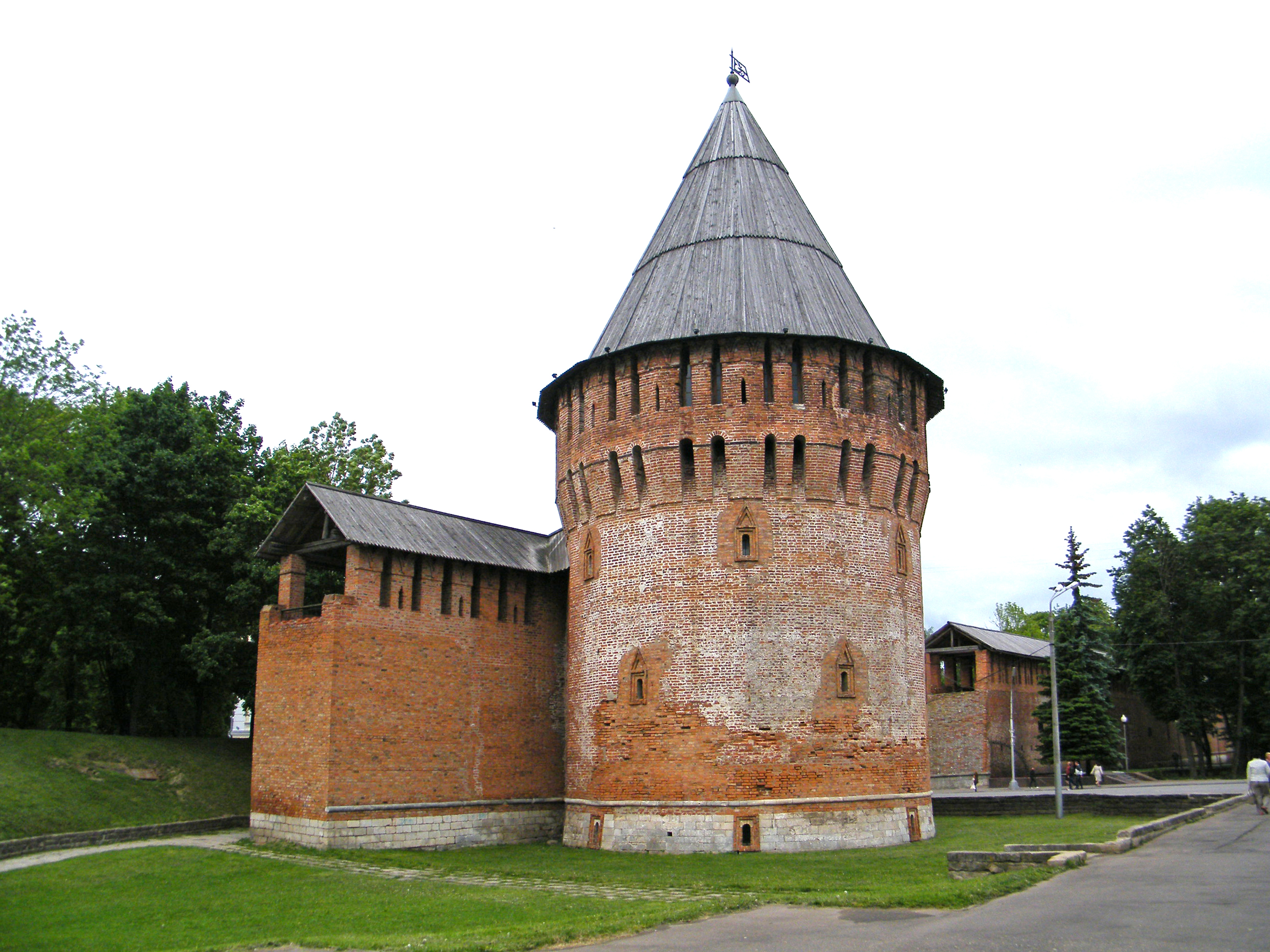
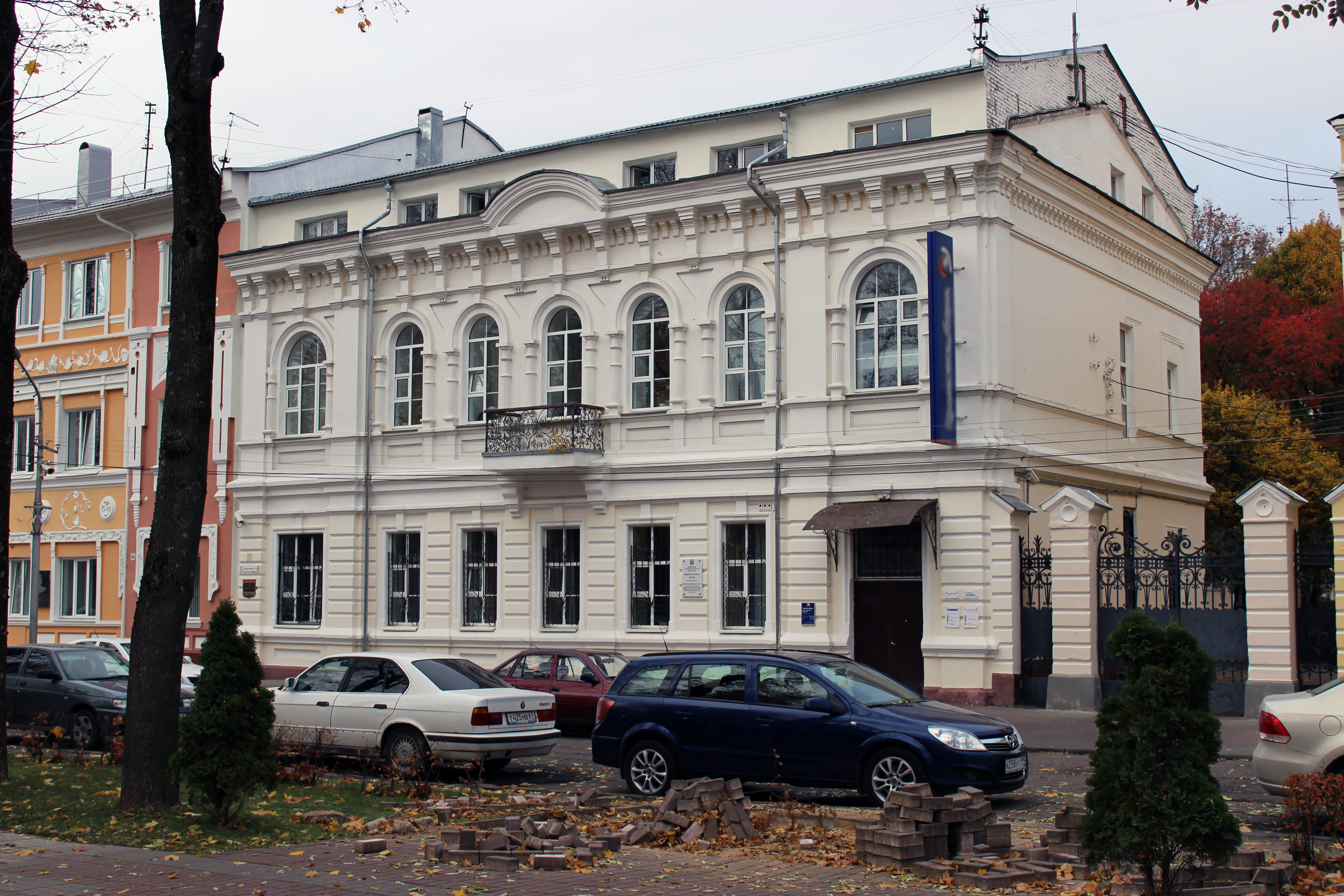
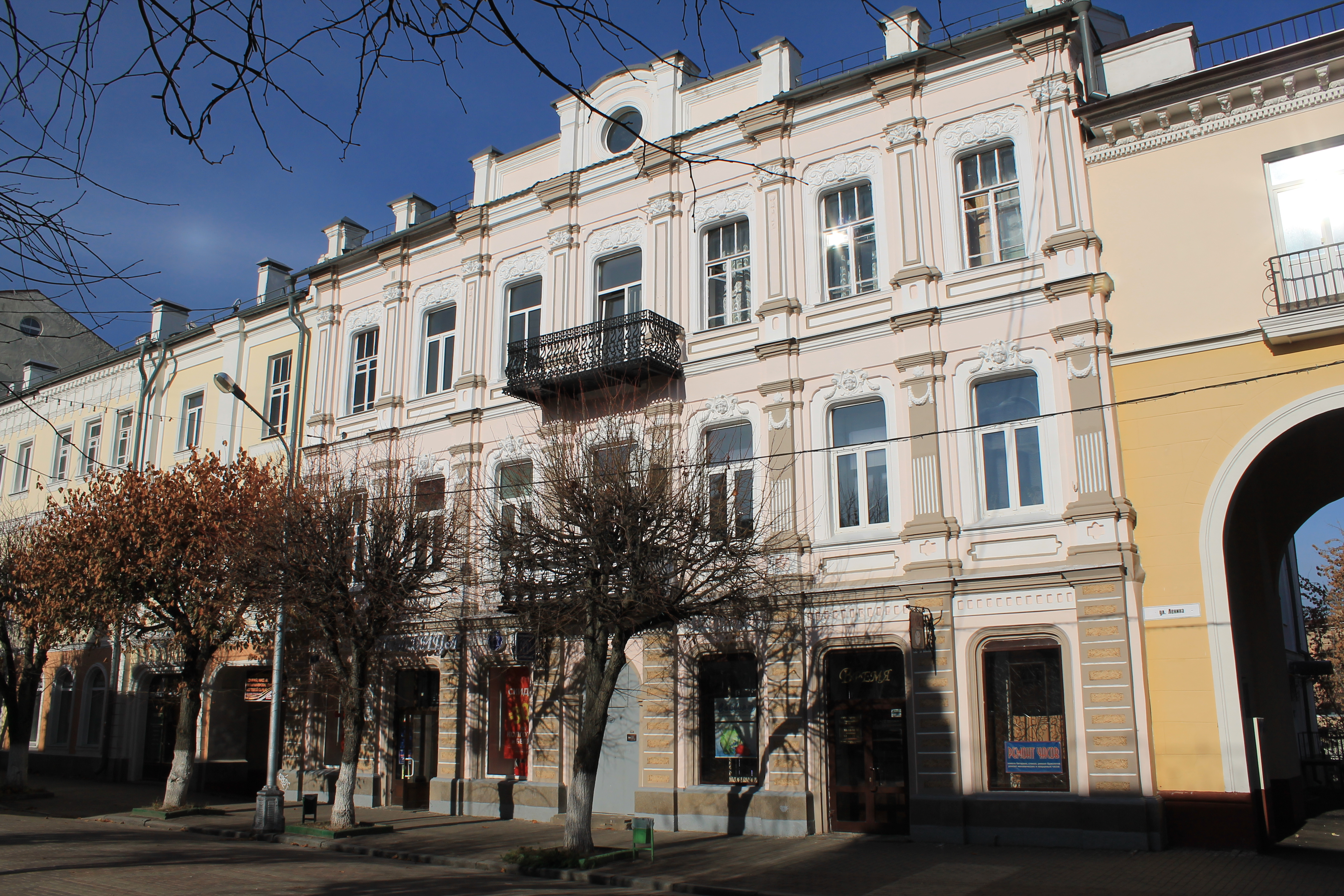
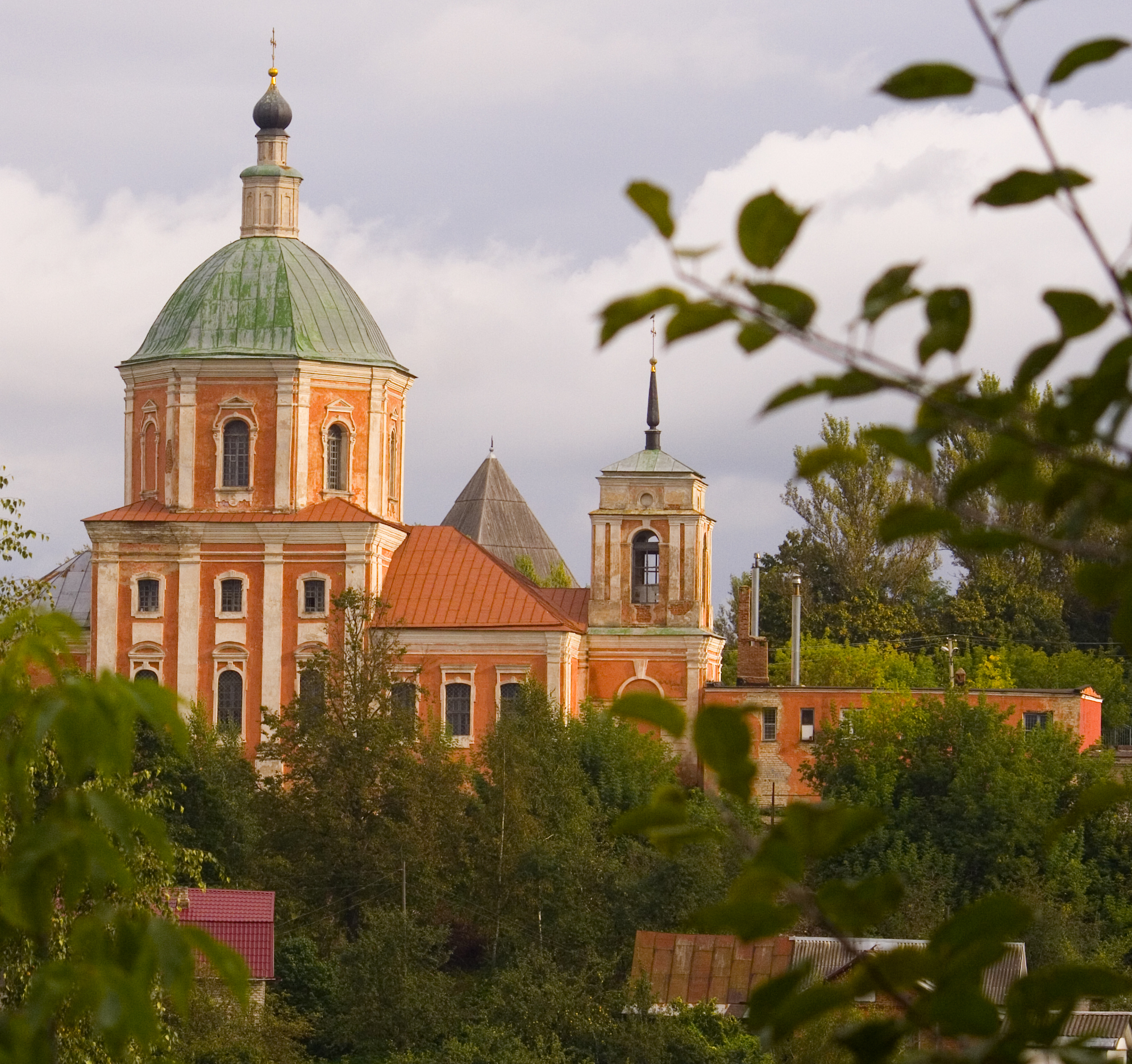

## Personalități născute aici
- Aleksandr Beleaev (1884 - 1942), scriitor rus;
- Witold Rola Piekarski (1857 - 1909), caricaturist polonez;
- Ivan Sidorenko (1919 - 1994), ofițer al Armatei Roșii;
- Olga Kuzenkova (n. 1970), atletă rusă;
- Natalia Levcencova (n. 1977), biatlonistă, moldoveană;
- Tatiana Gudkova (n. 1993), scrimeră.